# Marathon de Bombay

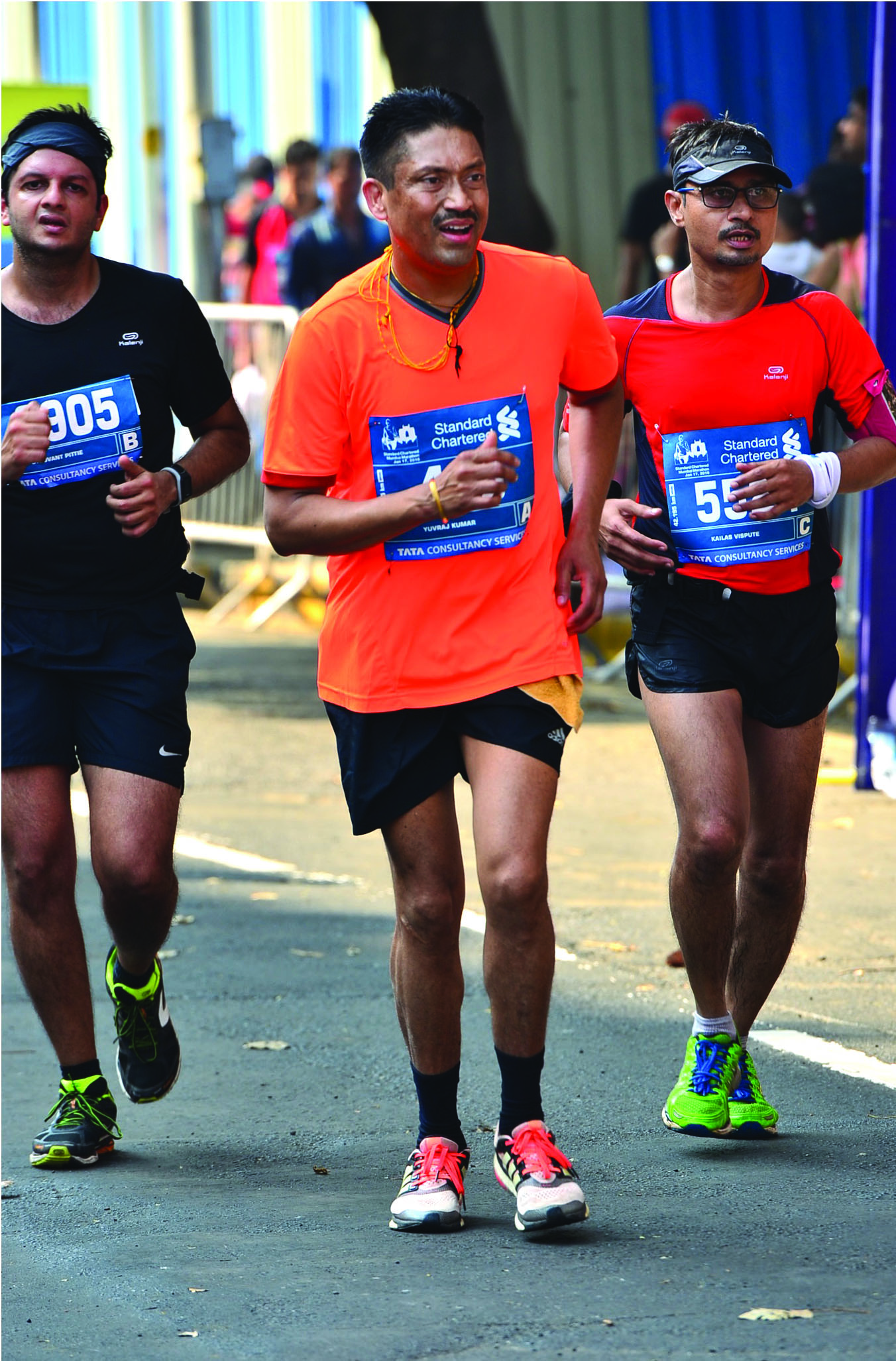
Participants au marathon de Bombay en 2016.

Le marathon de Bombay est une épreuve de course à pied sur route de 42,195 km se déroulant à Bombay, en Inde, au mois de janvier. La première édition de l'épreuve a eu lieu en 2004.
La marathon de Bombay fait partie des IAAF Road Race Label Events, dans la catégorie des « Labels d'or ».
L'édition 2012 a vu la victoire du Kényan Laban Moiben chez les hommes, et de l'Éthiopienne Netsanet Abeyo chez les femmes.

## Vainqueurs
| Année | Hommes           | Pays           | Temps           |                  | Femmes   | Pays            | Temps |
| 2004  | Hendrick Ramaala | Afrique du Sud | 2 h 15 min 47 s | Wioletta Uryga   | Pologne  | 2 h 47 min 53 s |       |
| 2005  | Julius Sugut     | Kenya          | 2 h 13 min 20 s | Mulu Seboka      | Éthiopie | 2 h 35 min 03 s |       |
| 2006  | Daniel Rono      | Kenya          | 2 h 12 min 03 s | Mulu Seboka      | Éthiopie | 2 h 33 min 15 s |       |
| 2007  | John Kelai       | Kenya          | 2 h 12 min 27 s | Yang Fengxia     | Chine    | 2 h 36 min 16 s |       |
| 2008  | John Kelai       | Kenya          | 2 h 12 min 23 s | Mulu Seboka      | Éthiopie | 2 h 30 min 04 s |       |
| 2009  | Kenneth Mugara   | Kenya          | 2 h 11 min 51 s | Kebebush Haile   | Éthiopie | 2 h 34 min 08 s |       |
| 2010  | Denis Ndiso      | Kenya          | 2 h 12 min 40 s | Bizunesh Urgesa  | Éthiopie | 2 h 31 min 09 s |       |
| 2011  | Girma Assefa     | Éthiopie       | 2 h 09 min 54 s | Koren Jelila Yal | Éthiopie | 2 h 26 min 56 s |       |
| 2012  | Laban Moiben     | Kenya          | 2 h 10 min 48 s | Netsanet Abeyo   | Éthiopie | 2 h 26 min 12 s |       |

## Source
- (en) Cet article est partiellement ou en totalité issu de l’article de Wikipédia en anglais intitulé « Mumbai Marathon » (voir la liste des auteurs).